# Amazoňan rudooký
Amazoňan rudooký (Amazona rhodocorytha) je druh středně velkého ptáka z čeledi papouškovití, z rodu amazoňan. Je endemický pro Atlantický les, což je oblast na východě Brazílie, dělící se na dvě oblasti: jihovýchodní část a Pobřeží objevů. Amazoňan rudooký se vyskytuje v obou dvou oblastech.

## Taxonomie
Někteří biologové označují amazoňana rudookého za poddruh amazoňana modrolícího, oficiálně se ale jedná o samostatný druh. Netvoří žádné poddruhy. Tento druh poprvé popsal Salvadori v roce 1890 a pravděpodobně se jednalo o vzorek ze severu Brazílie.

## Popis
Amazoňan rudooký je světle zeleně zbarvený pták s pestře zbarvenou hlavou. Ta je tvořena světlou modrou, žlutou a červenou, která přechází až do purpurové. Tváře a hrdlo jsou modré, peří na zadní straně krku může být tmavě zelené. Na křídlech se výjimečně vyskytují i černé a červené skvrny. Ocasní pera jsou zelená jako těla, konce jednotlivých per jsou ale žlutavé. Zobák a nohy jsou šedé, duhovka oka je oranžovo-hnědá.

## Rozšíření

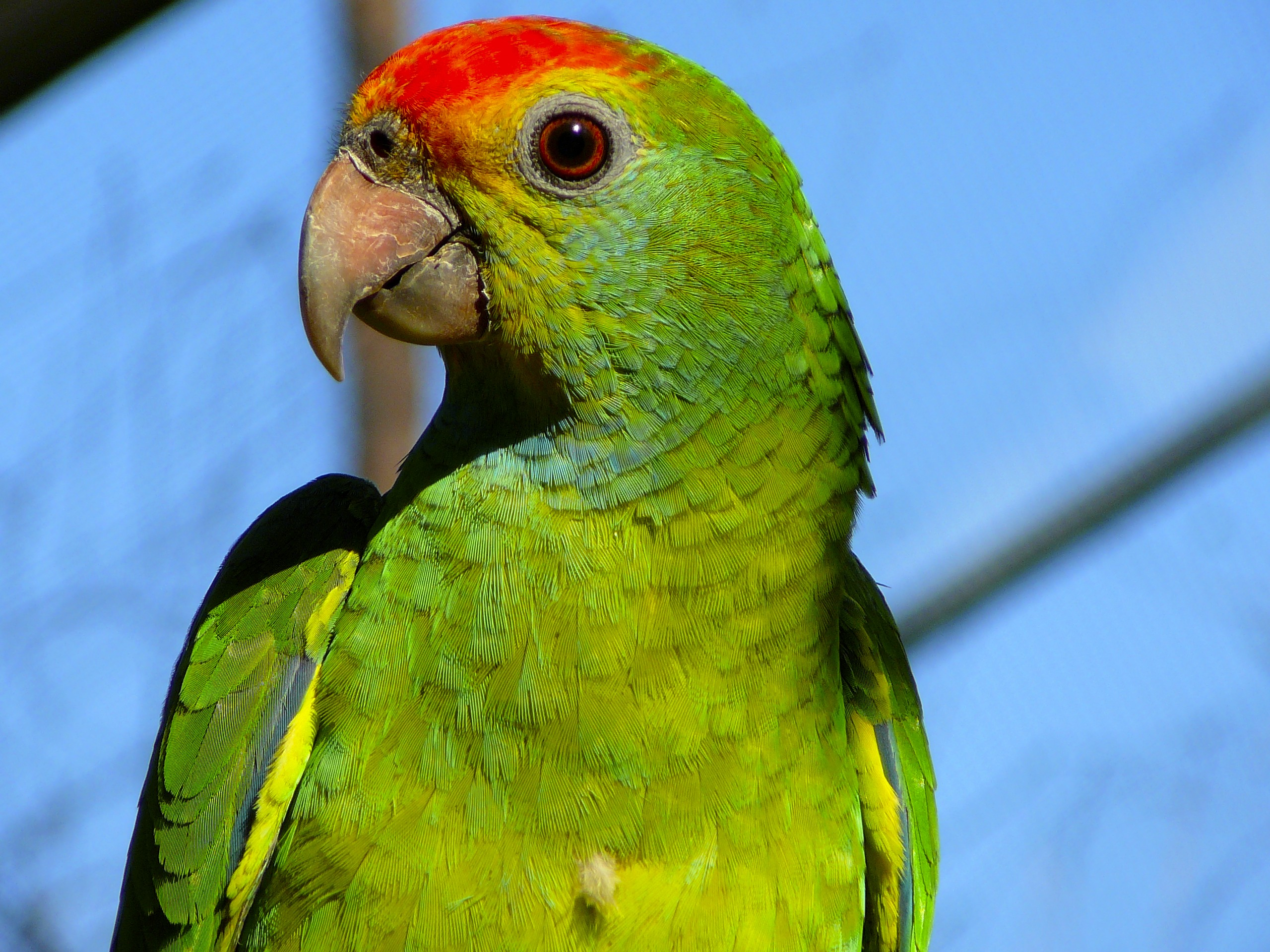
Hlava amazoňana rudookého

Amazoňan rudooký je druh endemický pro tropické lesy ve východní Brazílii. Dříve byl rozšířen po celém regionu, v současnosti již ale existuje jen několik různé roztroušených populací. Nejpočetnější kolonie bychom našli v Espírito Santo, jihovýchodní Bahii, Riu de Janeiru a Minas Gerais. Další populace jsou na severu států São Paulo a Alagoas. Amazoňana bychom také našli na Havajských ostrovech.

## Chování
Amazoňan rudooký žije v menších skupinkách a živí se ovocem, semeny a pupeny, které lze najít v deštném pralese. Významnou součástí jejich jídelníčku jsou i plodiny pěstované na plantážích poblíž pralesů.

## Hnízdění
Hnízdění probíhá od září do listopadu. V tomto období jsou amazoňané vysoce agresivní, nejen vůči lidem, ale i vůči vlastnímu druhu. Pár chrání široké okolí svého hnízda, které je schované ve stromové dutině nebo skalní štěrbině. Jedno a to samé místo pár vyhledává každý rok a každý rok zde hnízdí. Samice do hnízda naklade 3-4 vejce, která jsou posléze inkubována po dobu asi 24 dní a za dalších 34 dní jsou mladí dostatečně staří na první let.

## Stav ohrožení
Populace tohoto druhu dříve bývala hojná nejen v Brazílii, ale v poslední době se značně snížila. Asi 2300 jedinců bylo napočítáno v Espírito Santo během průzkumu provedeného mezi lety 2004 a 2006, plus několik menších kolonií se nacházelo na ostrově Ilha Grande, v Sooretama a nedalekém Linhares. Hlavní hrozbě, které tento druh čelí je ničení tropických deštných lesů. Ty jsou ničeny, aby na jejich místech mohly vyrůst plantáže. Další hrozbou je nezákonný odchyt ptáků a jejich prodávání, především chovatelům a sběratelům. I díky těchto dvou faktorů je amazoňan rudooký zapsaný na červeném seznamu ohrožených zvířat jako ohrožený.

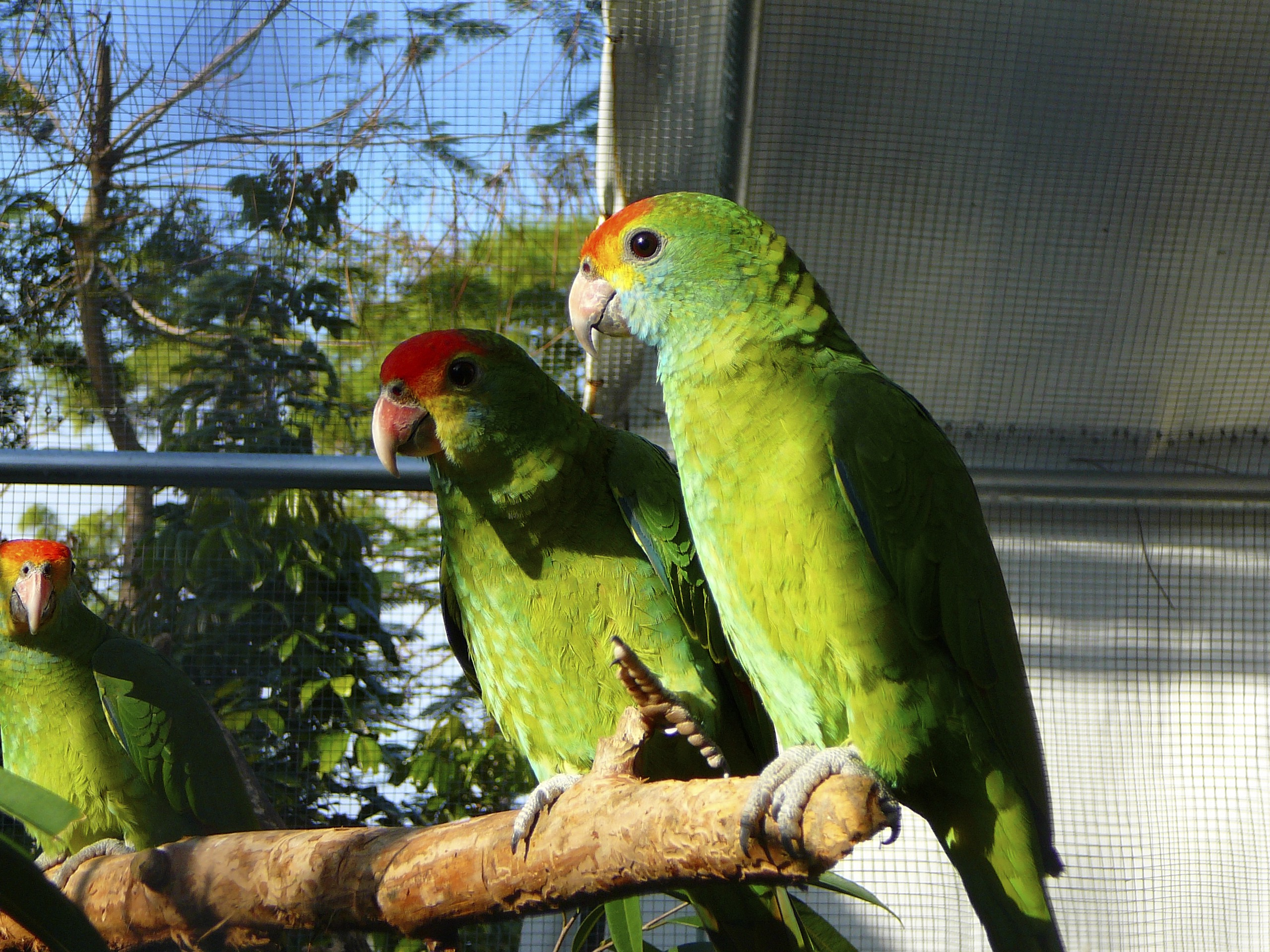
Pár ptáků v ZOO